# بريت بيلي
بريت بيلي (بالإنجليزية: Brett Bailey)‏ هو مبدع وكاتب ومخرج جنوب أفريقي، ولد في 1967.